# Diego Valdés
Diego Alfonso Valdés Contreras (ur. 30 stycznia 1994 w Santiago) – chilijski piłkarz występujący na pozycji ofensywnego pomocnika, reprezentant Chile, od 2022 roku zawodnik meksykańskiej Amériki.

## Kariera klubowa
Valdés pochodzi ze stołecznego Santiago i jest wychowankiem akademii juniorskiej tamtejszego klubu Audax Italiano. Do pierwszej drużyny został włączony jako osiemnastolatek przez argentyńskiego szkoleniowca Pablo Mariniego, w konsekwencji udanych występów w drugoligowych rezerwach. W chilijskiej Primera División zadebiutował 14 września 2012 w przegranym 0:1 spotkaniu z Universidadem Católica, premierowego gola w najwyższej klasie rozgrywkowej strzelił zaś 29 listopada 2013 w wygranej 2:0 konfrontacji z Rangers. Przez pierwsze dwa lata pełnił jednak głównie rolę rezerwowego zespołu, a głównym reżyserem gry ofensywnej został dopiero po przyjściu do klubu trenera Jorge Pellicera. Szybko został jednym z wyróżniających się rozgrywających w lidze, a ogółem w barwach Audax spędził cztery lata, nie odnosząc jednak żadnych osiągnięć.
Latem 2016 Valdés – wraz ze swoim kolegą klubowym Sebastiánem Vegasem – za sumę dwóch milionów dolarów przeszedł do meksykańskiej ekipy Monarcas Morelia. W tamtejszej Liga MX zadebiutował 15 lipca 2016 w przegranym 0:2 meczu z Tijuaną, natomiast po raz pierwszy wpisał się na listę strzelców osiem dni później w zremisowanym 2:2 pojedynku z Querétaro.

## Kariera reprezentacyjna
W czerwcu 2013 Valdés został powołany przez Mario Salasa do reprezentacji Chile U-20 na Mistrzostwa Świata U-20 w Turcji, kilkanaście dni przed turniejem awaryjnie zastępując w składzie kontuzjowanego Diego Rojasa. Na młodzieżowym mundialu pełnił jednak wyłącznie rolę rezerwowego swojej kadry i nie zanotował żadnego występu, natomiast Chilijczycy zakończyli swój udział w rozgrywkach na ćwierćfinale, ulegając po dogrywce Ghanie (3:4).
W seniorskiej reprezentacji Chile Valdés zadebiutował za kadencji selekcjonera Jorge Sampaolego, 29 stycznia 2015 w wygranym 3:2 meczu towarzyskim z USA.

## Statystyki kariery

### Klubowe
| Audax Italiano | 2012      | Chile  | Primera División | 5  | 0  | 2  | 1 | — | — | —   | 7   | 1  |
| Audax Italiano | 2013      | Chile  | Primera División | 8  | 0  | —  | — | — | — | —   | 8   | 0  |
| Audax Italiano | 2013–2014 | Chile  | Primera División | 22 | 2  | —  | — | — | — | —   | 22  | 2  |
| Audax Italiano | 2014–2015 | Chile  | Primera División | 31 | 7  | 10 | 2 | — | — | —   | 41  | 9  |
| Audax Italiano | 2015–2016 | Chile  | Primera División | 32 | 6  | 10 | 3 | — | — | —   | 42  | 9  |
| Morelia        | 2016–2017 | Meksyk | Liga MX          | 0  | 0  | 0  | 0 | — | — | —   | 0   | 0  |
| Ogółem         |           |        |                  |    |    |    |   |   |   |     |     |    |
| Chile          | Chile     | Chile  | 98               | 15 | 22 | 6  | — | — | — | 120 | 21  |    |
| Meksyk         | Meksyk    | Meksyk | 0                | 0  | 0  | 0  | — | — | — | 0   | 0   |    |
| Ogółem         | Ogółem    | Ogółem | Ogółem           | 98 | 15 | 22 | 6 | — | — | —   | 120 | 21 |

### Reprezentacyjne
| Chile  | Chile  | 2015   | 1 | 0 | — | — | — | — | — | 1 | 0 |
| Ogółem | Ogółem | Ogółem | 1 | 0 | — | — | — | — | — | 1 | 0 |